# Sergio Rodríguez García

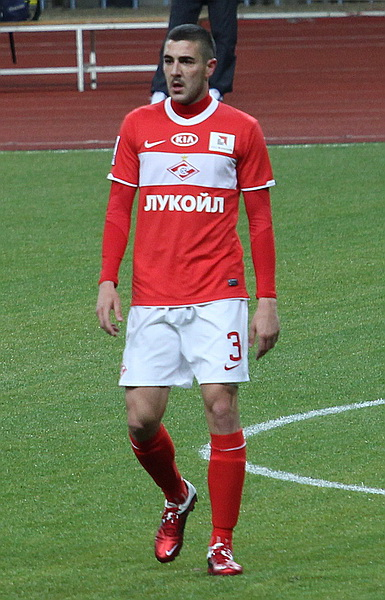

Sergio Rodríguez García (Mataró, 17 augustus 1984), voetbalnaam Rodri, is een Spaans profvoetballer. Hij speelt sinds 2012 als centrale verdediger of verdedigende middenvelder bij Rayo Vallecano.

## Clubvoetbal
Via de jeugdelftallen van RCD Espanyol en CE Mataró kwam Rodri in 2001 in de cantera (jeugdopleiding) van FC Barcelona. Op 17-jarige leeftijd debuteerde hij voor Barça B in de Segunda División B. In juli 2004 werd Rodri door trainer Frank Rijkaard bij de selectie van FC Barcelona gehaald voor een trainingskamp in Catalonië. De jonge verdediger speelde mee in de oefenduels tegen CD Banyoles en UE Figueres. Op 7 december 2004 debuteerde Rodri officieel in het eerste elftal in de groepswedstrijd van de UEFA Champions League tegen Sjachtar Donetsk. Zijn debuut in de Primera División volgde op 11 december tegen Albacete. In het seizoen 2005/2006 mocht Rodri ook enkele malen meespelen in het eerste elftal. In het halve-finaleduel tegen Gimnàstic de Tarragona om de Copa Catalunya maakte hij zijn debuut in de basis. Aan het einde van het seizoen kreeg Rodri ook in de competitie weer speelkansen door schorsingen en blessures van vaste verdedigers als Carles Puyol, Rafael Márquez en José Edmílson. Door de komst het Juventus-verdedigingsduo Gianluca Zambrotta en Lilian Thuram naar FC Barcelona namen de speelkansen voor Rodri sterk af en hij vertrok transfervrij naar Deportivo de La Coruña. Daar speelde hij in een half jaar tijd slechts één competitieduel toen de Catalaan tegen Real Zaragoza als invaller vlak voor tijd in het veld kwam. Rodri werd in latere seizoenen verhuurd aan Almería CF (2007), Polideportivo Ejido (2007/2008), het Portugese CS Marítimo (2008/2009) en UD Salamanca (2009). Medio 2009 verliet hij Deportivo definitief en tekende een contract bij Hércules CF. Begin 2011 transfereerde Rodri naar Spartak Moskou.

## Spelerstatistieken
| seizoen    | club                | land     | competitie         | wed. | goals |
| ---------- | ------------------- | -------- | ------------------ | ---- | ----- |
| 2004/05    | FC Barcelona        | Spanje   | Primera División   | 1    | 0     |
| 2005/06    | FC Barcelona        | Spanje   | Primera División   | 4    | 0     |
| 2006/07    | Deportivo La Coruña | Spanje   | Primera División   | 1    | 0     |
| 2007/08    | Almería CF          | Spanje   | Segunda División A | 0    | 0     |
| 2007/08    | Polideportivo Ejido | Spanje   | Segunda División A | 25   | 0     |
| 2008/09    | CS Maritimo         | Portugal | SuperLiga          | 0    | 0     |
| 2008/09    | UD Salamanca        | Spanje   | Segunda División A | 17   | 2     |
| 2009/10    | Hércules CF         | Spanje   | Segunda División A | 38   | 4     |
| 2010/11    | Hércules CF         | Spanje   | Primera División   | 13   | 0     |
| 2010/11    | Spartak Moskou      | Rusland  | Premjer-Liga       | 23   | 1     |
| 2011/12    | Spartak Moskou      | Rusland  | Premjer-Liga       | 0    | 0     |
| 2012/13    | Rayo Vallecano      | Spanje   | Primera División   | 4    | 0     |
| Bijgewerkt | 01-06-2013          |          |                    |      |       |